# Генслі (Арканзас)
Генслі (англ. Hensley) — переписна місцевість (CDP) в США, в окрузі Пуласкі штату Арканзас. Населення — 137 осіб (2020).

## Географія
Генслі розташоване за координатами 34°30′37″ пн. ш. 92°12′34″ зх. д. / 34.51028° пн. ш. 92.20944° зх. д. (34.510410, -92.209517).  За даними Бюро перепису населення США в 2010 році переписна місцевість мала площу 2,65 км², з яких 2,65 км² — суходіл та 0,00 км² — водойми.

## Демографія
Згідно з переписом 2010 року, у переписній місцевості мешкало 139 осіб у 62 домогосподарствах у складі 36 родин. Густота населення становила 52 особи/км².  Було 73 помешкання (28/км²). 
Расовий склад населення:
| - 75,5 % — чорних або афроамериканців - 19,4 % — білих |

До двох чи більше рас належало 5,0 %. Іспаномовні складали 0,0 % від усіх жителів.
За віковим діапазоном населення розподілялося таким чином: 13,7 % — особи молодші 18 років, 64,0 % — особи у віці 18—64 років, 22,3 % — особи у віці 65 років та старші. Медіана віку мешканця становила 49,9 року. На 100 осіб жіночої статі у переписній місцевості припадало 143,9 чоловіків;  на 100 жінок у віці від 18 років та старших — 135,3 чоловіків також старших 18 років.
Цивільне працевлаштоване населення становило 0 осіб. 